# Crassula aurusbergensis
Crassula aurusbergensis là một loài thực vật có hoa trong họ Crassulaceae. Loài này được G.Will. miêu tả khoa học đầu tiên năm 1992.